# Daker

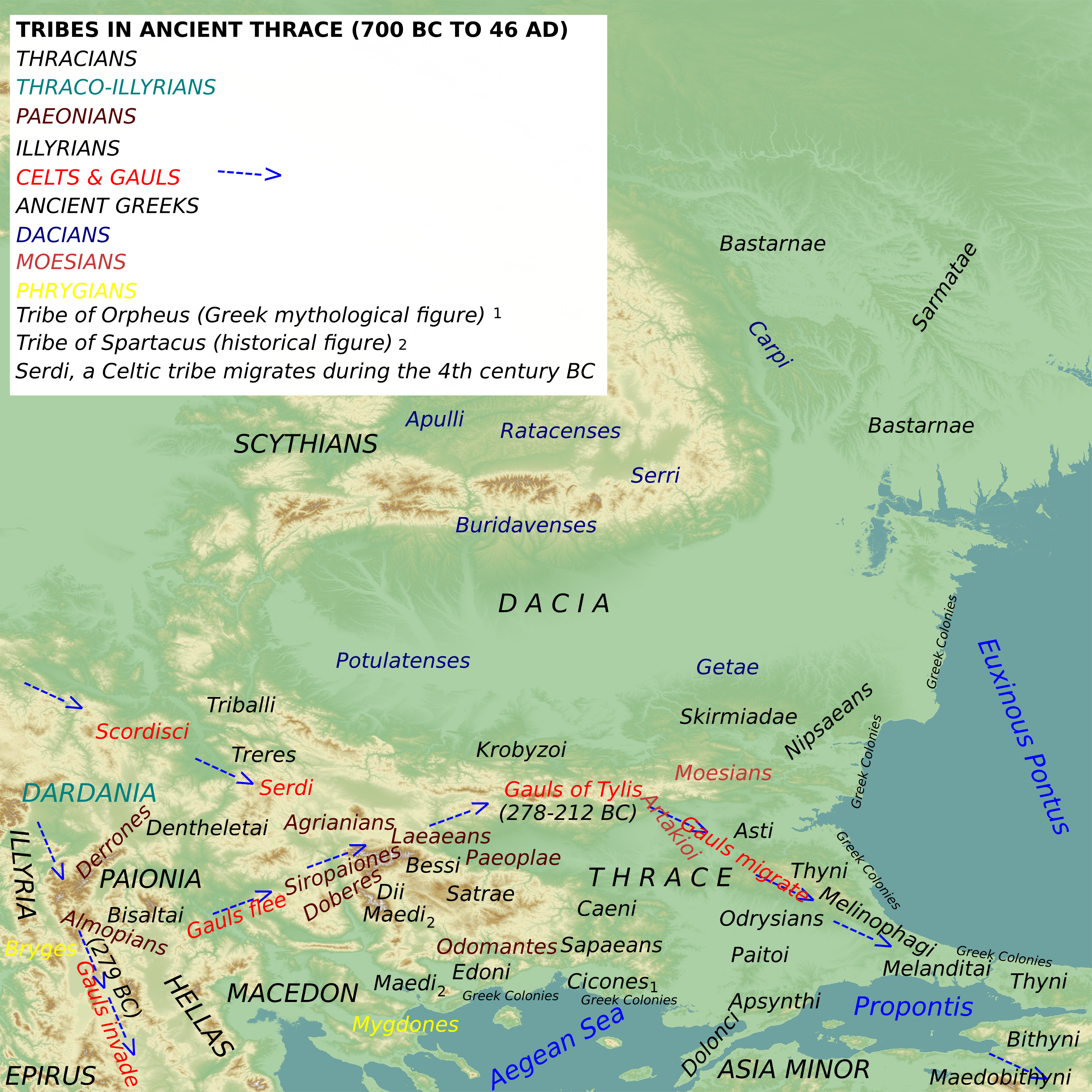
Siedlungsgebiet von Dakern (in Blau) im 1. Jahrtausend v. Chr.

Die Daker waren ein den Thrakern verwandtes Volk, das seit dem 5. Jahrhundert v. Chr. die Gebiete des westlichen Schwarzmeergebietes um die Karpaten im heutigen Rumänien besiedelte. Den Angaben antiker griechischer und römischer Schriftsteller zufolge scheinen die Daker aus den Geten hervorgegangen zu sein. Zuverlässige Informationen über die Geschichte der Daker liegen vor allem für das 1. Jahrhundert v. Chr. und das 1. Jahrhundert n. Chr. vor. Im frühen 2. Jahrhundert n. Chr. wurde Dakien durch das Römische Reich erobert und zur Provinz Dacia umgewandelt.

## Herkunft und Siedlungsgebiet

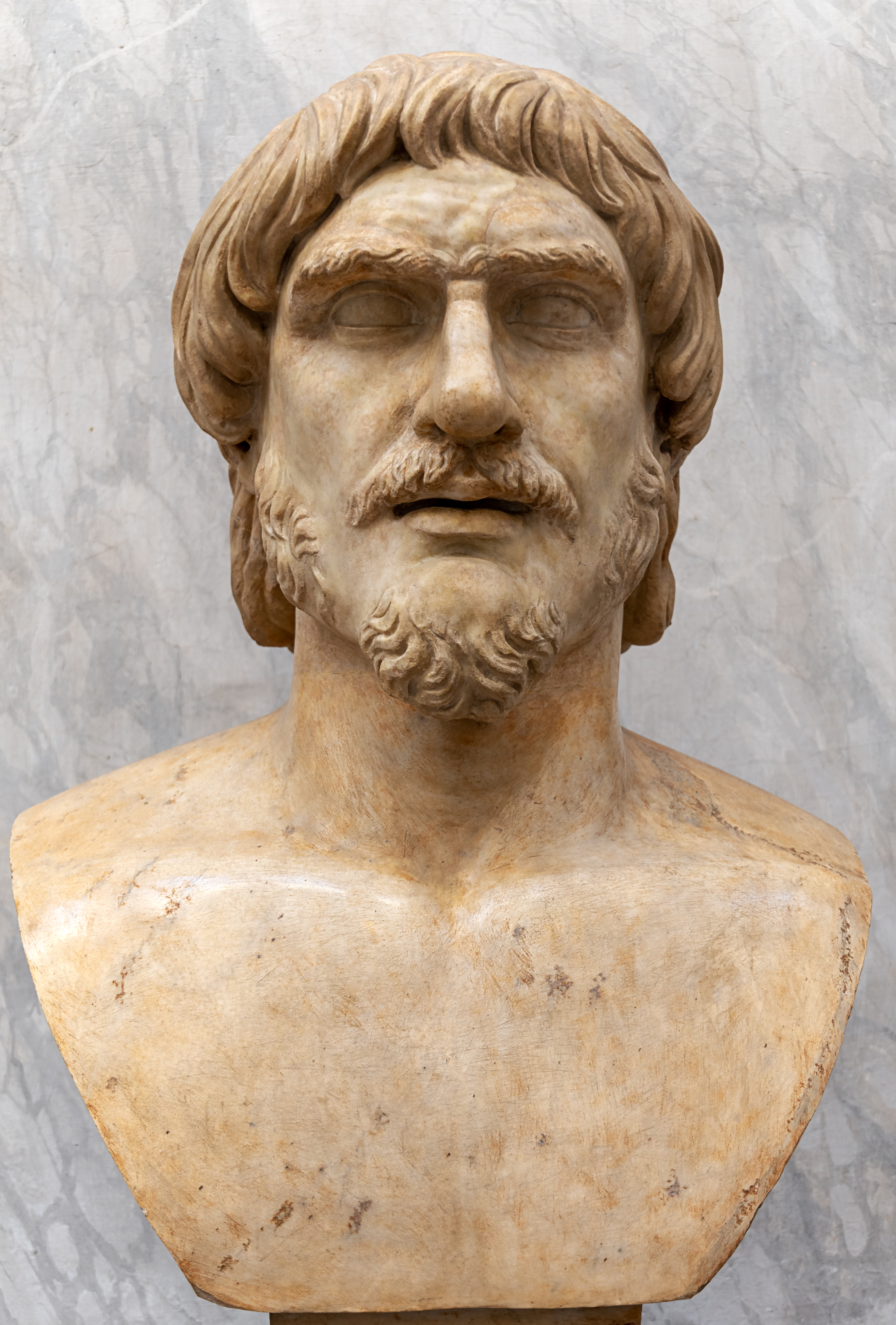
Büste eines Dakers aus dem frühen 2. Jahrhundert

## Geschichte

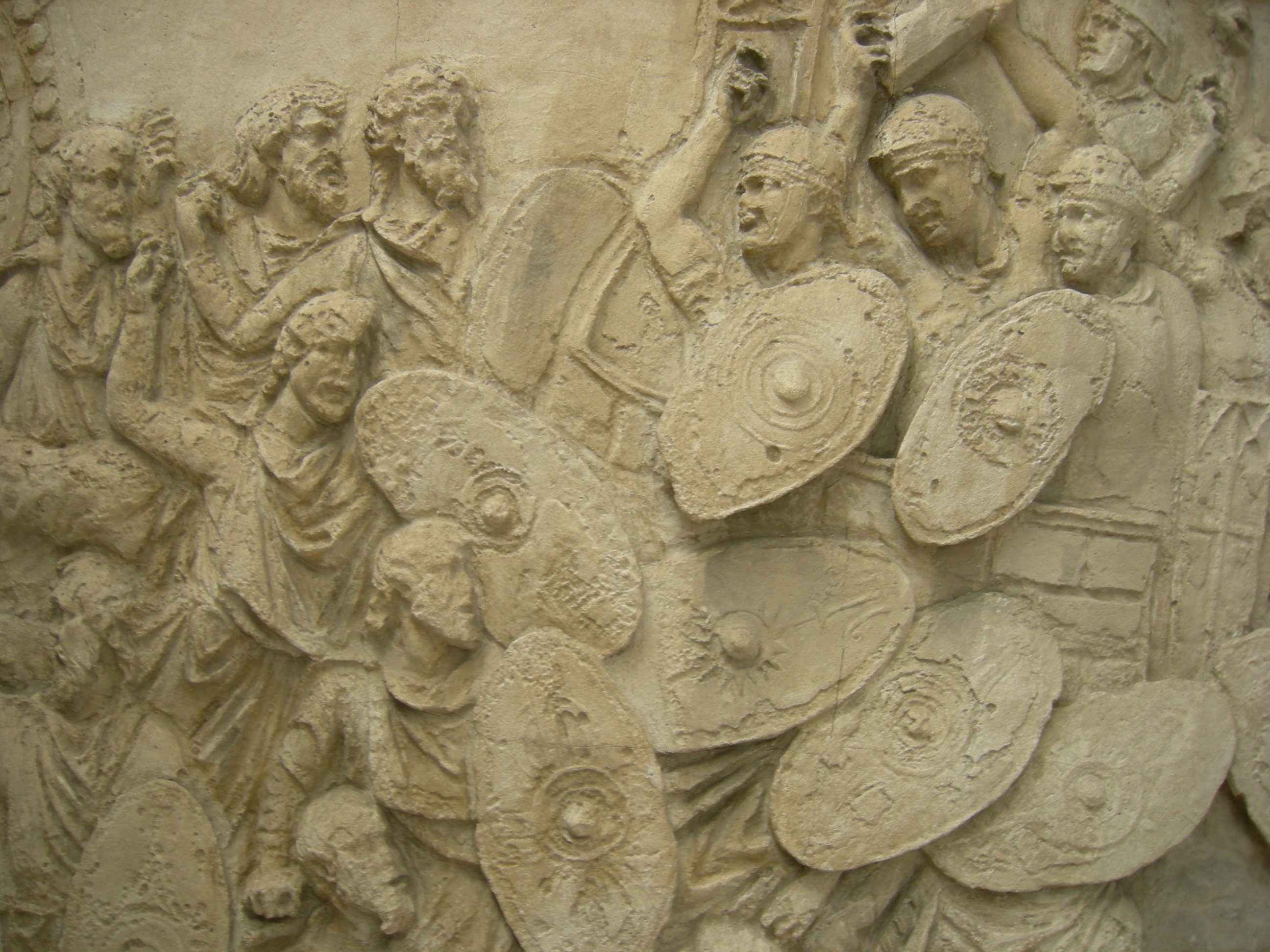
Schlachtszene zwischen den Dakern und den Römern auf der Trajanssäule

### Krieg gegen die Römer unter Trajan

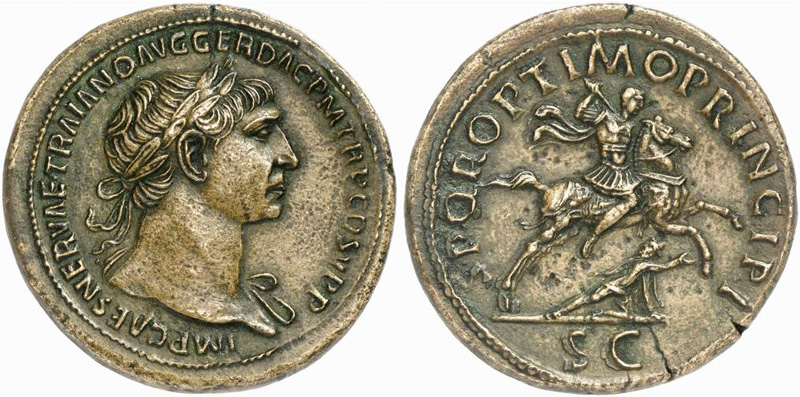
Silbermünze (Denar) des Kaisers Trajan aus dem Jahr 105, auf der Vorderseite die Büste des Kaisers, auf der Rückseite der Kaiser zu Pferd über einen am Boden liegenden Daker reitend

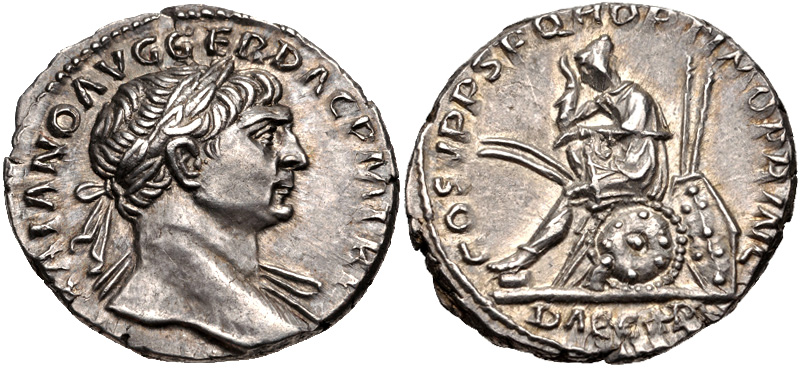
Silbermünze (Denar) des Kaisers Trajan von etwa 107–111, auf der Vorderseite die Büste des Kaisers, auf der Rückseite die trauernde Personifikation Dakiens auf einem Haufen aus Waffen sitzend